# Гааль, Иштван
Иштван Гааль (венг. Gaál István, 1933 −2007) — венгерский кинорежиссёр, Заслуженный артист ВНР.

## Биография
Родился в Шальготарьяне, окончил среднюю школу в Сегеде. В 1953 поступил на отделение кинорежиссуры в Академии театра и кино в Будапеште, где был учеником Мартона Келети.
Первая студенческая работа — четырёхминутный этюд «Железнодорожные рабочие» (1957), удостоенный премии на Всемирном молодёжном форуме в Вене. В 1958 окончил Высшую школу театра и кино, некоторое время работал ассистентом на киностудии «Гуния», после чего в 1959—1961 как стипендиат министерства иностранных дел Италии был слушателем Экспериментального киноцентра в Риме, где защитил диплом шестиминутной лентой «Этюд» (1961).
По возвращении на родину некоторое время работал на Студии кинохроники, затем перешёл на киностудию «Будапешт» производственного предприятия «Mafilm».
В 1961 году в переводе Гааля на венгерский язык вышла книга «Язык кино» итальянского исследователя Ренато Маи, который преподавал теорию кино в римском Экспериментальном киноцентре. Позже (1967) Гааль перевел на венгерский язык «Историю итальянского кино» Карло Лидзани.
Гааль был одним из основателей молодёжной Студии имени Белы Балажа, где как сценарист, режиссёр, монтажёр и оператор участвовал в создании документальных лент.
Игровым дебютом Гааля стал полнометражный фильм «В потоке» (1964), положивший начало «новой венгерской волне» в кинематографе. Поставленные им вслед за тем картины «Половодье» (1965) и «Крестины» (1967) образуют вместе с дебютным фильмом трилогию.
В 1970 году на экраны вышел фильм Гааля Соколы (другое название — «Высшая школа») по роману Миклоша Межёли. Фильм рассказывает о студенте-орнитологе, который, занимаясь дрессировкой соколов для защиты сельскохозяйственных культур от птиц, сталкивается с неоправданной жестокостью. Этот фильм в 1970 был удостоен Приза жюри Каннского кинофестиваля, однако в Венгрии его подвергли серьёзной критике, замаскировав эстетическими претензиями обвинения идеологические.
После длительного перерыва, заполненного съемками короткометражных документальных и телевизионных игровых лент, Гааль поставил элегически задумчивый и неторопливый, как размышление о жизни, фильм «Легато» (1977). В последовавшем затем фильме «Черепки» (1980) венгерская критика усмотрела параллель с общественным кризисом рубежа 1970—1980-х.
В 1985 году Гааль экранизировал оперу Глюка «Орфей и Эвридика» (1985), после чего окончательно ушёл из большого кино на телевидение, где снимал преимущественно музыкальные фильмы, некоторые из которых также завоевывали авторитетные премии в Венгрии и за рубежом. В общей сложности как режиссёр снял 27 фильмов.
Вёл педагогическую деятельность, в 1978—1979 и 1980—1981 преподавал по контракту в римском Экспериментальном киноцентре, в 1980—1990-е проводил мастер-классы в других странах.